# Aeroportul Internațional Martín Miguel de Güemes
Aeroportul Internațional Martín Miguel de Güemes (IATA: SLA, ICAO: SASA) este un aeroport din Salta, Capital Department⁠(d), Provincia Salta, Argentina ce deservește zona Salta. Aeroportul a fost tranzitat în decembrie 2022 de 105.462 de pasageri. A fost numit după Martín Miguel de Güemes⁠(d).
Situat la o altitudine de 1.243 m, aeroportul dispune de o singură pistă. Este operat de Aeropuertos Argentina⁠(d).